# Penanggungan (Maesan)
Penanggungan is een bestuurslaag in het regentschap Bondowoso van de provincie Oost-Java, Indonesië. Penanggungan telt 2893 inwoners (volkstelling 2010).